# Beamtenbeleidigung
Mit Beamtenbeleidigung bezeichnet man die Beleidigung eines Amtsträgers, die während der Ausübung seines Dienstes oder in Beziehung auf seinen Dienst begangen wurde. Einen eigenen Straftatbestand stellt dies etwa im französischen Strafrecht dar («Outrage à agent public», Artikel 433-5 Code pénal), nicht jedoch in Deutschland und Österreich.
Rechtsordnungen, die keinen eigenen Straftatbestand der Beamtenbeleidigung kennen, wenden in Fällen der Beamtenbeleidigung den allgemeinen Beleidigungstatbestand an.

## Deutschland

### Kein eigener Straftatbestand der Beamtenbeleidigung
Im deutschen Strafrecht ist die Beamtenbeleidigung kein eigener Tatbestand. Ein Beamter ist hier nicht anders gestellt als ein anderer Bürger. Es handelt sich also um eine „gewöhnliche“ Beleidigung gemäß § 185 Strafgesetzbuch (StGB).
Eine Ausnahme wurde am 3. April 2021 in das Strafgesetzbuch aufgenommen, als der § 188 StGB auf den Tatbestand der Beleidigung ausgeweitet wurde. Seither kann die „gegen Personen des politischen Lebens gerichtete Beleidigung“ mit Freiheitsstrafe bis zu drei Jahren bestraft werden, wenn sie geeignet ist, das öffentliche Wirken des Beleidigten erheblich zu erschweren.
Eine weitere Ausnahme findet sich § 90 StGB. Demnach ist die Verunglimpfung des Bundespräsidenten in besonderer Weise strafbewehrt, in schweren Fällen (Abs. 3) mit bis zu fünf Jahren Freiheitsentzug. Der Bundespräsident hat jedoch nach Abs. 4 das alleinige Recht zur Ermächtigung der Strafverfolgung und somit auch zu deren Unterbindung.
Historisch enthielt das preußische Strafgesetzbuch für die Beleidigung von Beamten eine besondere Strafvorschrift (§ 102 PrStGB).

### Verfahrensrechtliche Besonderheiten
In Deutschland gibt es bei der Beleidigung eines Amtsträgers, der nicht zwingend Beamter sein muss, eine verfahrensrechtliche Besonderheit: Während die Straftat grundsätzlich nur auf Antrag des Verletzten verfolgt wird, kann gemäß § 194 Abs. 3 StGB bei Amtsträgern auch der Dienstvorgesetzte des Beleidigten den Strafantrag stellen: 

„Ist die Beleidigung gegen einen Amtsträger, einen für den öffentlichen Dienst besonders Verpflichteten oder einen Soldaten der Bundeswehr während der Ausübung seines Dienstes oder in Beziehung auf seinen Dienst begangen, so wird sie auch auf Antrag des Dienstvorgesetzten verfolgt. Richtet sich die Tat gegen eine Behörde oder eine sonstige Stelle, die Aufgaben der öffentlichen Verwaltung wahrnimmt, so wird sie auf Antrag des Behördenleiters oder des Leiters der aufsichtführenden Behörde verfolgt. Dasselbe gilt für Träger von Ämtern und für Behörden der Kirchen und anderen Religionsgesellschaften des öffentlichen Rechts.“

Außerdem kann die Staatsanwaltschaft das öffentliche Interesse an der Strafverfolgung bejahen, so dass nicht zur Verweisung auf den Privatklageweg oder zur Einstellung des Verfahrens nach den §§ 153, 153a StPO kommt; dies ist für Beleidigung von Justizangehörigen bei Stellung eines Strafantrages durch den des Dienstvorgesetzten in Nr. 232 Abs. 1 RiStBV geregelt. Im Übrigen entbindet die Stellung eines Strafantrages durch den Dienstvorgesetzten nicht von der Prüfung des öffentlichen Interesses.
Vor der Großen Strafrechtsreform war das Antragsrecht des Vorgesetzten in § 196 StGB a. F. wie folgt geregelt:

„Wenn die Beleidigung gegen eine Behörde [oder] einen Beamten […], während sie in der Ausübung ihres Berufes begriffen sind, oder in Beziehung auf ihren Beruf begangen ist, so haben außer den unmittelbar Beteiligten auch deren amtliche Vorgesetzte das Recht, den Strafantrag zu stellen.“

### Beamtenbeleidigung und Meinungsfreiheit
Im Zusammenhang mit der „Beamtenbeleidigung“ ist zu beachten, dass die Meinungsfreiheit gerade gegenüber Behörden und deren Mitarbeitern, die staatliche Gewalt ausüben, von Bedeutung ist. Maßnahmen der öffentlichen Gewalt dürfen auch scharf kritisiert werden. Insbesondere vor Gericht darf „im Kampf ums Recht“ ein Verfahrensbeteiligter auch starke, eindringliche Ausdrücke und sinnfällige Schlagworte benutzen, um polarisierend seine Meinung zu Gehör zu bringen; selbst personenbezogene starke Formulierungen können gestattet sein.

## Österreich
Auch in Österreich gibt es keine eigene Strafnorm, welche das Beleidigen von Beamten unter eine besondere Strafandrohung stellt. Es handelt sich um den gewöhnlichen Tatbestand der Beleidigung gemäß dem § 115 StGB.
Allerdings wird im zweiten Absatz des § 117 StGB dargelegt, dass (sinngemäß) bei Beleidigungen, welche gegen Beamte ausgesprochen werden, der öffentliche Ankläger (Staatsanwalt) verpflichtet ist, wenn auch die vorgesetzte Stelle des Beamten ihre Einwilligung gibt, diese Tat zu verfolgen. Es handelt sich also um ein eingeschränktes Offizialdelikt. Im vierten Absatz desselben Paragraphen wird erklärt, dass, wenn der Staatsanwalt die Verfolgung einstellen sollte, der Beamte selbst zur weiteren Verfolgung berechtigt ist.